# Triệu Độ
Triệu Độ là một xã thuộc huyện Triệu Phong, tỉnh Quảng Trị, Việt Nam.
Xã Triệu Độ có diện tích 10,03 km², dân số năm 1999 là 6.196 người, mật độ dân số đạt 618 người/km².

## Hành chính
Xã Triệu Độ được chia thành 5 thôn: An Lợi, An Trung Đồng, Gia Độ, Tân Liêm, Xuân Quy.